# Fritz Loos
Fritz Loos (* 23. Januar 1939 in Siegen) ist ein deutscher Rechtswissenschaftler. Er ist emeritierter Professor für Strafrecht, Strafprozessrecht und Rechtsphilosophie an der Universität Göttingen und Ehrenmitglied von ELSA in Göttingen.

## Leben
Loos wurde 1970 bei Hans Welzel in Bonn promoviert und 1976 habilitiert. 1975 erfolgte seine Ernennung zum Wissenschaftlichen Rat und Professor an der Universität Göttingen. 1978 wurde er dort Inhaber des Lehrstuhls für Strafrecht, Strafprozessrecht und Rechtsphilosophie. Er war auch Dekan der Juristischen Fakultät und initiierte als solcher 1984 eine Kooperation Göttingens mit der Universität Nanjing. 2006 wurde er emeritiert.
Loos beschäftigt sich in seinen Schriften mit Fragen des Strafrechts wie Strafbarkeit, Täterschaft und Strafantrag. Außerdem erforschte er die Bedeutung Max Webers für die Rechtswissenschaft. Er engagiert sich zudem in der Juristenausbildung, so leitete er eine Reformkommission in Niedersachsen und war 1987 bis 2000 Vizepräsident des Niedersächsischen Landesjustizprüfungsamtes sowie langjähriges Mitglied des Ständigen Ausschusses des Juristen-Fakultätentages.
Loos betreute über 50 Doktoranden. Zu seinen Schülern gehören Ralf Krack, Heinz Koriath und Henning Radtke. Aus Anlass des 70. Geburtstages fand zu seinen Ehren am 23. Januar 2009 ein wissenschaftliches Kolloquium statt.  Eine Auswahl seiner wichtigsten Texte wurde zudem in einer Sonderausgabe der ZIS in spanischer Übersetzung veröffentlicht.

## Werke (Auswahl)
- Zur Wert- und Rechtslehre Max Webers. Mohr, Tübingen 1970, ISBN 3-16-631391-5 (= Dissertation, Universität Bonn, 1970).
- Zum „Rechtsgut“ der Bestechungsdelikte. In: Festschrift für Hans Welzel um 70. Geburtstag. De Gruyter, Berlin 1974, ISBN 3-11-004345-9
- Zum Inhalt der subjektiven Rechtfertigungselemente. In: Festschrift für Dietrich Oehler. Heymann, Köln 1985, ISBN 3-452-20068-X
- Rechtswissenschaft in Göttingen: Göttinger Juristen aus 250 Jahren. Vandenhoeck & Ruprecht, Göttingen 1987, ISBN 3-525-35836-9 (Hrsg.)
- Bedeutung der Strafrechtsdogmatik in Geschichte und Gegenwart: Manfred Maiwald zu Ehren, C. F. Müller, Heidelberg 2007, ISBN 3-8114-5368-8 (Hrsg. zusammen mit Jörg-Martin Jehle)
- Zur Bedeutung des Unrechtsbegriffs im Strafrecht. In: Gerechte Strafe und legitimes Strafrecht. Festschrift für Manfred Maiwald zum 75. Geburtstag, Duncker & Humblot, Berlin 2010, ISBN 978-3-428-12920-1